# Nitruro de galio-indio
El nitruro de galio-indio (InGaN, IndioxGalio1-xNitruro) es un material semiconductor hecho de una mezcla de nitruro de galio (GaN) y nitruro de Indio (InN). Pertenece al grupo de semiconductores III/ V. Su banda prohibida puede ser manipulada variando la cantidad de Indio en la aleación. En el InGaN, la relación para los materiales InGa es usualmente 0.02/0.98 y 0.3/0.7.

## Aplicaciones LED con InGaN
El InGaN está en una de las capas emisoras de luz de los modernos LEDs de color azul y verde. Comúnmente el compuesto es crecido en una base de GaN sobre un substrato transparente, e.g. zafiro o carburo de silicio. Tiene alta capacidad calorífica y baja sensibilidad a la radiación ionizante como los otros nitruros del grupo III, lo que hacen de esta aleación potencialmente un material adecuado para construir células fotoeléctricas, especialmente para arreglos usados en satélites.
Teóricamente se puede predecir que la descomposición espinodal del nitruro de indio ocurrirá para compuestos entre 15% y 85%, permitiendo regiones o clústeres de InGaN ricas en In y Ga. Sin embargo, solo una segregación de fase débil ha sido observada en estudios experimentales de estructura. Otros resultados experimentales usando cátodo-luminiscencia y fotoluminiscencia en multi-pozos cuánticos de InGaN con bajo contenido de In, han demostrado que proporcionando correctamente los parámetros de materiales en aleaciones de InGaN/GaN, análisis teóricos usados para sistemas AlGaN/GaN también aplican para nanoestructuras de InGaN.
El GaN es un material rico en defectos, típicamente con densidades de dislocaciones que exceden 108 cm−2. La emisión de luz desde la capa con InGaN crecido sobre capas intermedias de GaN usados en LEDs azules y verdes se espera sea atenuada debido a la recombinación no-radiativa producida por tales efectos. Sin embargo, los pozos cuánticos de InGaN, son eficientes emisores de luz en diodos verdes, azules, blancos y ultravioleta, así como en diodos láser
Las regiones ricas en indio tienen una banda prohibida menor que el material que las rodea, creando regiones con menor energía potencial para las portadoras de carga. Los pares electron-hueco (excitónes) son atrapados en estas regiones recombinándose, produciendo así emisión de luz, en vez de difundirse en los defectos del cristal donde la recombinación es no-radiativa. También, simulaciones atoconsistentes han mostrado que la recombinación radiativa (emisión espontánea) está localizada donde existen regiones ricas en indio.
La longitud de onda emitida, dependiente de la banda prohibida, puede ser controlada por la relación que se mantiene entre el GaN y el InN en la aleación, desde el ultravioleta cercano con 0.02In/0.98Ga hasta 390 nm con 0.1In/0.9Ga, azul-violeta (420 nm) con 0.2In/0.8Ga, azul (440 nm) con 0.3In/0.7Ga hasta el rojo y otras combinaciones más altas, así como variando el espesor de las capas de InGaN, las cuales típicamente son de 2–3 nm. Otros estudios basados también en simulaciones, muestran que puede ser posible aumentar la eficiencia de la aleacione InGaN/GaN usando ingeniería de banda prohibida, especialmente para LEDs de color verde.